# يو - 571
فيلم يو-571 (بالإنجليزية: U-571) فيلم أمريكي من نوع المواجهة والإثارة، أنتجت سنة 2000م، تتحدث الفيلم عن زمن الحرب العالمية الثانية وقيام أبطال الفيلم من البحرية الأمريكية بخطف غواصة يو-571 من الرايخ الثالث الألمانية.

## الخلفية التاريخية

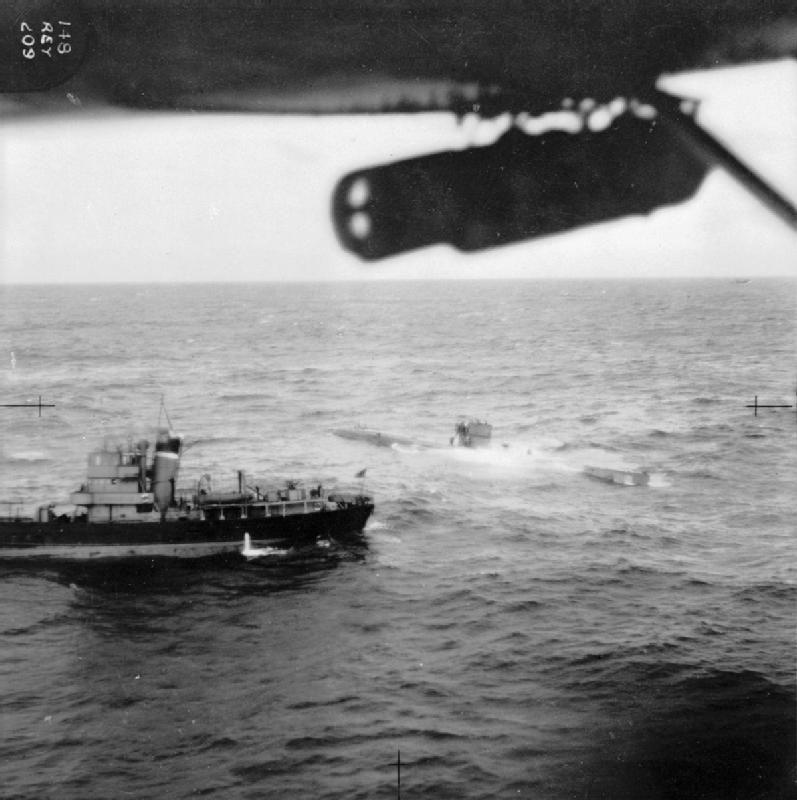
البحرية الأمريكية تمكنت من الحصول على غواصة ألمانية من نوع U-570 في شهر أغسطس سنة 1941م

حصلوا البحرية الأمريكية على غنيمة من الغواصة الألمانية قبل الهجوم على القاعدة الأمريكية في هاواي سنة 1941م.

## وصلات خارجية
- يو - 571 على موقع IMDb (الإنجليزية)
- يو - 571 على موقع ميتاكريتيك (الإنجليزية)
- يو - 571 على موقع روتن توميتوز (الإنجليزية)
- يو - 571 على موقع نتفليكس (الإنجليزية)
- يو - 571 على موقع قاعدة بيانات الأفلام العربية
- يو - 571 على موقع ألو سيني (الفرنسية)
- يو - 571 على موقع Turner Classic Movies (الإنجليزية)
- يو - 571 على موقع أول موفي (الإنجليزية)
- يو - 571 على موقع بوكس أوفيس موجو (الإنجليزية)
- يو - 571 على موقع فيلمافينيتي (الإسبانية)
- Independent Movie Review by www.enigmahistory.org
- Imperial War Museum description of the capture of the Enigma machine
- American Histories - How The War Wasn't Won by Ben Falk, بي بي سي
- U-571: You give historical films a bad name by Alex von Tunzelmann, الغارديان
- Virtual Enigma Machine